# クリス・クーパー (野球)
クリストファー・ダニエル・クーパー（Christopher Daniel Cooper , 1978年10月31日 - 2023年3月11日）は、ペンシルベニア州ピッツバーグ出身のプロ野球選手。

## 経歴
2001年に、ニューメキシコ大学からドラフト35巡目（全体1057位）でクリーブランド・インディアンスへ入団した。
2007年、アトランティックリーグのヨーク・レボリューションに入団。
2008年、セリエAのグロセット・オリオールズに移籍。
2009年に、第2回WBCイタリア代表に選ばれた。9月にテキサス・レンジャーズと契約し、AAA級オクラホマシティ・レッドホークスでプレーしたが、この年限りで退団した。
2010年、イタリアンベースボールリーグのグロセット・オリオールズに復帰。
2012年、T&Aサンマリノに移籍。13試合に先発として登板し7勝2敗、防御率2.27だった。
2013年に、第3回WBCイタリア代表に選ばれた。
2023年3月11日、心臓発作のため44歳で死去した。